# Louise Marquet

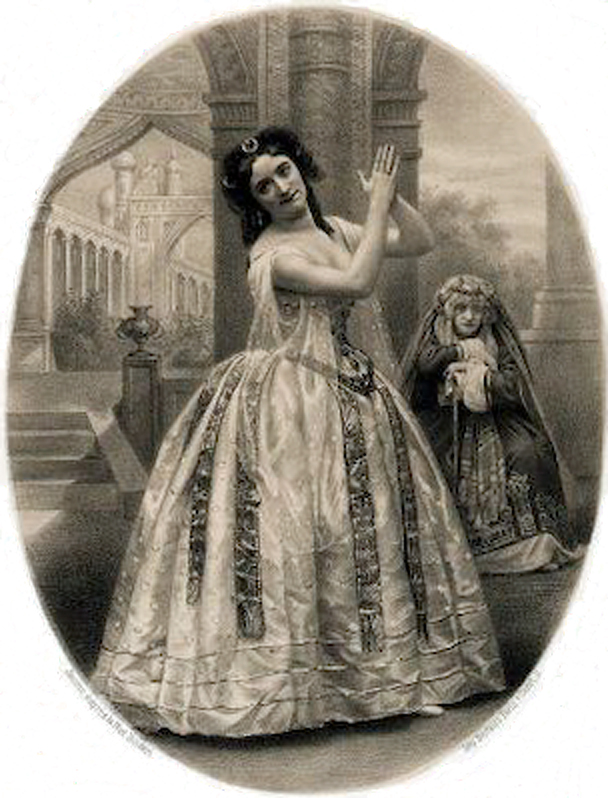
En el paper de la fada Hamza, a Le Papillon

Louise Marquet (Tours, Indre i Loira, 12 de maig de 1834 - París, 22 de desembre de 1890) fou una ballarina i mestra de ball francesa.
Ballava als escenaris des de 1841. Va fer el paper de la fada Negra a l'estrena del ballet d'Adolphe Adam La filleule des fées, al 1849, i participà, al costat d'una llarga llista de ballarines –entre les quals hi havia les seves germanes Mathilde i Delphine Marquet– en el repartiment de L'Enfant prodigue, produïda a l'Òpera de París el desembre de 1850.
Debutà com a primera ballarina el 1851 en el rol de Fenella, de La Muette de Portici, una òpera en cinc actes de Daniel Auber. Al 1852 interpretava un dels set vicis a Orfa, d'Adolphe Adam, i l'any següent la gran sacerdotessa a Aelia et Mysis. L'any 1856 estrenava Les elfes, de Nicolò Gabrielli, on feia el paper de la princesa Bathilde. I al 1860, a Le papillon, un ballet de Jacques Offenbach coreografiat per Marie Taglioni, el paper de la fada Hamza.
El 1861 va interpretar el paper de Denise a Le Marché des Puces, i més tard aquest mateix any va crear el paper de la comtessa Aldini a L'etoile de Messine. El 1863 va fer la Bathilde a Giselle, amb Martha Muravieva en el paper principal, i el 1866 va ballar el Magrib a La Source. El 1865 va aparèixer a L'Africaine, de Meyerbeer; el 1867 en un revival de Le Corsaire, de Mazilier, interpretant el mateix paper que havia creat el 1856; el mateix any va fer el paper de la reina de les aigües al Ballet de la Reine: La Peregrina, un espectacle de l'acte III de Don Carlo, de Verdi. Altres ballets que va interpretarː Le Dieu et la Bayadère, Vert-Vert, Marco Spada, Graziosa, Le marché des Innocents, Diavolina, La source, Sylvia, Yedda, etc.
Al 1879, poc després de crear el paper de Yedda, de Louis Mérante, i d'una llarga carrera escènica plena de triomfs i creacions, que havia durat gairebé quaranta anys, es retirà, i es convertí en professora de ball a l'Opéra-comique i també de mestra al Conservatori.

## Referències

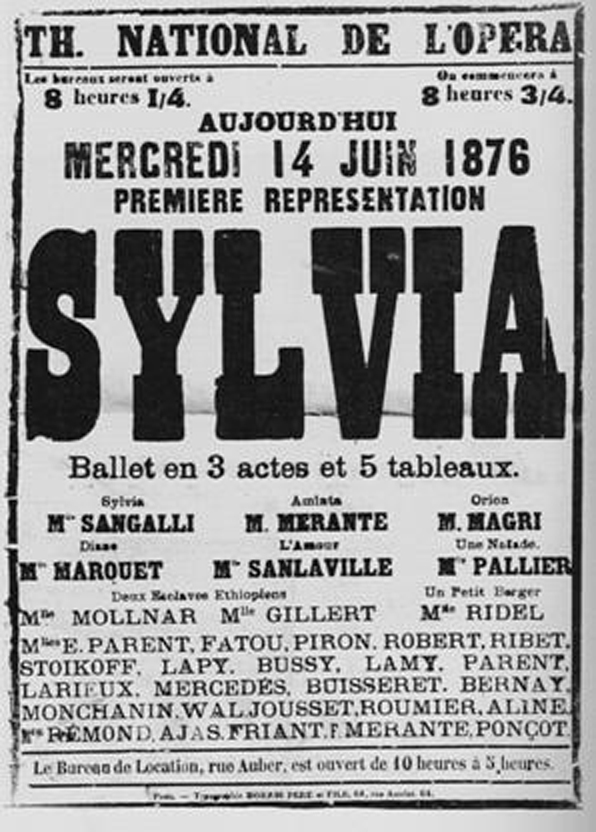
Cartell anunciant el ballet Sylvia, en què ballava Louise Marquet